# Prefectura Ahaia
Ahaia sau Achaia (greacă Αχαΐα) este o prefectură greacă în partea nordică a peninsulei Peloponez.
În Grecia antică desemna ținutul situat în nordul Peloponezului. Numele provine de la aheeni, primii eleni care s-au stabilit în acest ținut. Ahaia era și numele provinciei romane formate în anul 146 î.Hr. de Augustus, care cuprindea Grecia de la sud de Thesalia. De asemenea, participanții la Cruciada a patra au constituit în anul 1205 Principatul de Ahaia (primul principe: Guillaume de Champlitte), formațiune statală care a existat (fie și pur nominal) până în 1402.

## Municipalități și comunități
| Municipalitate | Cod YPES | Reședință (dacă e diferită) |
| -------------- | -------- | --------------------------- |
| Aigeira        | 0701     |                             |
| Aigio          | 0702     |                             |
| Akrata         | 0703     |                             |
| Aroania        | 0704     | Psofida                     |
| Diakopto       | 0706     |                             |
| Dymi           | 0707     | Kato Achaïa                 |
| Erineos        | 0708     | Kamares                     |
| Farres         | 0722     | Chalandritsa                |
| Kalavryta      | 0709     |                             |
| Larissos       | 0711     | Lappa                       |
| Lefkasio       | 0713     | Kleitoria                   |
| Messatida      | 0714     | Ovrya                       |
| Movri          | 0715     | Sageika                     |
| Olenia         | 0723     | Lousika                     |
| Paion          | 0716     | Dafni                       |
| Paralia        | 0717     |                             |
| Patras         | 0718     |                             |
| Rio            | 0719     |                             |
| Sympoliteia    | 0720     | Rododafni                   |
| Tritaia        | 0721     | Stavrodromi                 |
| Vrachnaiika    | 0705     |                             |
| Comunitate     | Cod YPES | Reședință (dacă e diferită) |
| Kalentzi       | 0710     |                             |
| Leontio        | 0712     |                             |